# Književnost u 1887.
◄◄ | ◄ | 1884. | 1885. | 1886. | 1887.  | 1888. | 1889. | 1890. | ► | ►►
Arhitektura • Astronomija • Biologija • Film • Fotografija • Glazba • Kazalište • Kemija • Kiparstvo • Knjige • Književnost • Kršćanstvo • Meteorologija • Medicina • Planinarstvo • Politika • Pravo • Promet • Slikarstvo • Šport • Znanost • Zrakoplovstvo • Željeznički promet
Književnost u 1887.

## Svijet

### Književna djela
- Studija u grimizu Arthura Conana Doylea

### Rođenja
- 31. svibnja – Saint-John Perse, francuski pjesnik i diplomat († 1975.)

## Hrvatska i u Hrvata

### Rođenja
- 24. rujna – Mihovil Pavlek Miškina,  hrvatski književnik, političar († 1942.)

### Smrti
- 20. lipnja – Fran Galović, hrvatski književnik († 1914.)

## Vanjske poveznice
|  | Zajednički poslužitelj ima još gradiva o temi Književnost u 1887. |